# مارتا بیانچی
مارتا بیانچی (انگلیسی: Marta Bianchi؛ زادهٔ ۲۵ اکتبر ۱۹۴۳) بازیگر اهل آرژانتین است.